# Myndus thryligma
Myndus thryligma är en insektsart som beskrevs av Kramer 1979. Myndus thryligma ingår i släktet Myndus och familjen kilstritar. Inga underarter finns listade i Catalogue of Life.